# Catocala whitneyi
Catocala whitneyi (tên tiếng Anh: Whitney's Underwing) là một loài bướm đêm thuộc họ Erebidae. Loài này có ở Bắc Dakota, Nebraska và Kansas về phía đông qua Wisconsin tới Ohio và Tennessee. Nó được tìm thấy xa hơn về phía tây như là Minnesota và Utah. Tại Canada, Nó cũng được tìm thấy ở Manitoba.
Sải cánh dài 45–50 mm. Con trưởng thành bay từ tháng 7 đến tháng 8 làm một đợt tùy theo địa điểm.
Ấu trùng ăn các loài Amorpha.